# School of Global Studies
School of Global Studies är en samlande enhet för ett antal olika institutioner, institut och forskningscentrum belägna runt Annedalsseminariet på Övre Husargatan 34/Seminariegatan 1 i Göteborg och har funnits sedan 2005 på den Samhällsvetenskapliga fakulteten vid Göteborgs universitet. Prefekt är Michael Schulz.   
Avdelningar:
- Freds- och utvecklingsforskning (PADRIGU)
- Socialantropologi
- Humanekologi / Samhällsvetenskapliga miljöstudier.
- Globala genusstudier
- Mänskliga rättigheter
- Regionala studier: Afrikastudier, Asienstudier, Mellanösternstudier